# Ꙟ
Ꙟ (minuskule ꙟ) je zastaralé písmeno cyrilice. Písmeno bylo používáno v rumunštině před rokem 1860–1862, kdy byla cyrilice nahrazena latinkou. Písmeno zachycovalo zvuk, který je v současné rumunštině zapisován jako în nebo îm.